# Bert Joris
Bert Joris, (Antwerpen, 1957. január 18. –) belga dzsessztrombitás.

## Pályafutása
Hegedű, zongora és nagybőgő klasszikus képzése után tizennégyéves korában kezdett trombitálni. Érdeklődni kezdett a dzsessz iránt, és nagyon hamar hazája egyik legjobb trombitása lett − különösen meleg hangvételének és nagyszerű lírájának köszönhetően. Tehetsége lehetővé tette számára, hogy 1978-ban a „BRT Radio Jazzorchestra” szólistája legyen. 1987-ig maradt velük.
1986-ban adta ki első kvartettalbumát („Sweet Seventina”), és ugyanebben az évben Joe Lovano felkérte kvartettalbumának felvételére is.
1992 óta világszerte zenélt gitárossal és barátjával, Philip Catherine-nel. Catherine-nel számos albumot rögzítettek. Persze együttműködött másokkal is: Philippe Aerts Quartet, Amsterdam Jazz Quintet, Joe Haider, Hein Van De Geyn, Ivan Paduart szextett, Marc Moulin − és még sokan mások.
Egy big band, a Brussels Jazz Orchestra vezetője és zeneszerzője. Számos albumot készített ezzel a big banddal, köztük a „Meeting Colours”-t.
Bert Joris világhírű zenepedagógus. Dzsessz tanszékeket alapított Louvainban, Brüsszelben és Antwerpenben. Hollandiában a conservatoire d’Hilversum tanára.
2007-ben adta ki albumát a Dreyfus Jazz kvartettjével, akikkel 2000 óta turnézik: Dado Moroni (zongora), Philip Aerts (nagybőgő), Dré Pallemaerts (dob).

## Albumok
- 1986: Sweet seventina, Bert Joris Quartet
- 1986: Solid steps, Bert Joris Quartet / Joe Lovano
- 1997: Swiss jazz school big band, live, Montreux-i Jazz Fesztivál
- 1998: Le bal masqué
- 1999: The september sessions, The Brussels Jazz Orchestra
- 2002: The music of Bert Joris, Brussels Jazz Orchestra
- 2005: Meeting colours, Philip Catherine & Brussels Jazz Orchestra
- 2006: Dangerous liaison, Brussels Jazz Orchestra, live
- 2007: Magone, Bert Joris Quartet
- 2010: Signs and Signatures, Brussels Jazz Orchestra
- 2011: Only for the honest, Bert Joris Quartet

## Díjak
- 1996: „Django d’Or”
- 1998: „Az év legjobb jazztrombitása” − (belga közvélemény és sajtó)